# Hypsizygus tessulatus
Espèce
Hypsizygus tessulatus est une espèce de champignons agaricomycètes de la famille des Lyophyllaceae. Dénommé en anglais beech mushroom, c'est un champignon comestible originaire de l'Asie de l'Est. Il est cultivé localement en Europe, en Amérique du Nord et en Australie. Dans la nature, ce sont des champignons à lamelles qui poussent sur le bois. Le plus souvent, le champignon se trouve sur les hêtres.

## Description

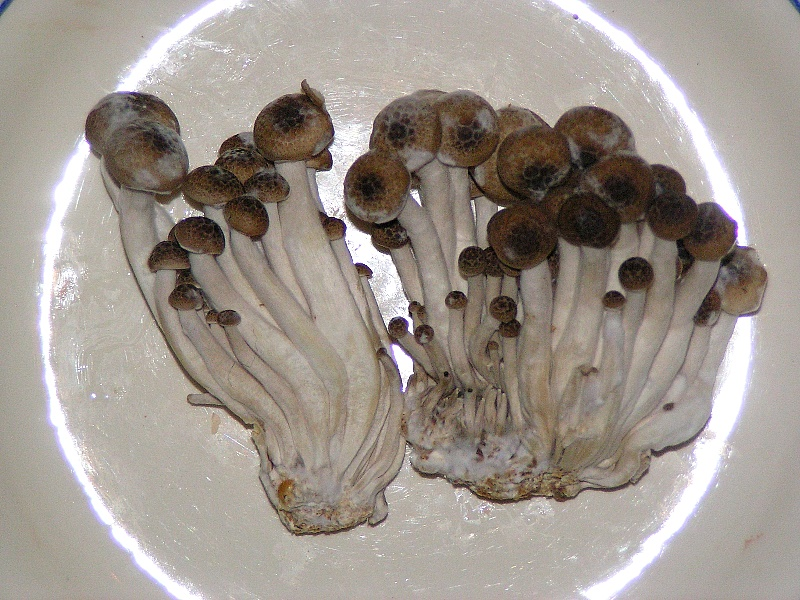
Forme brune cultivée.
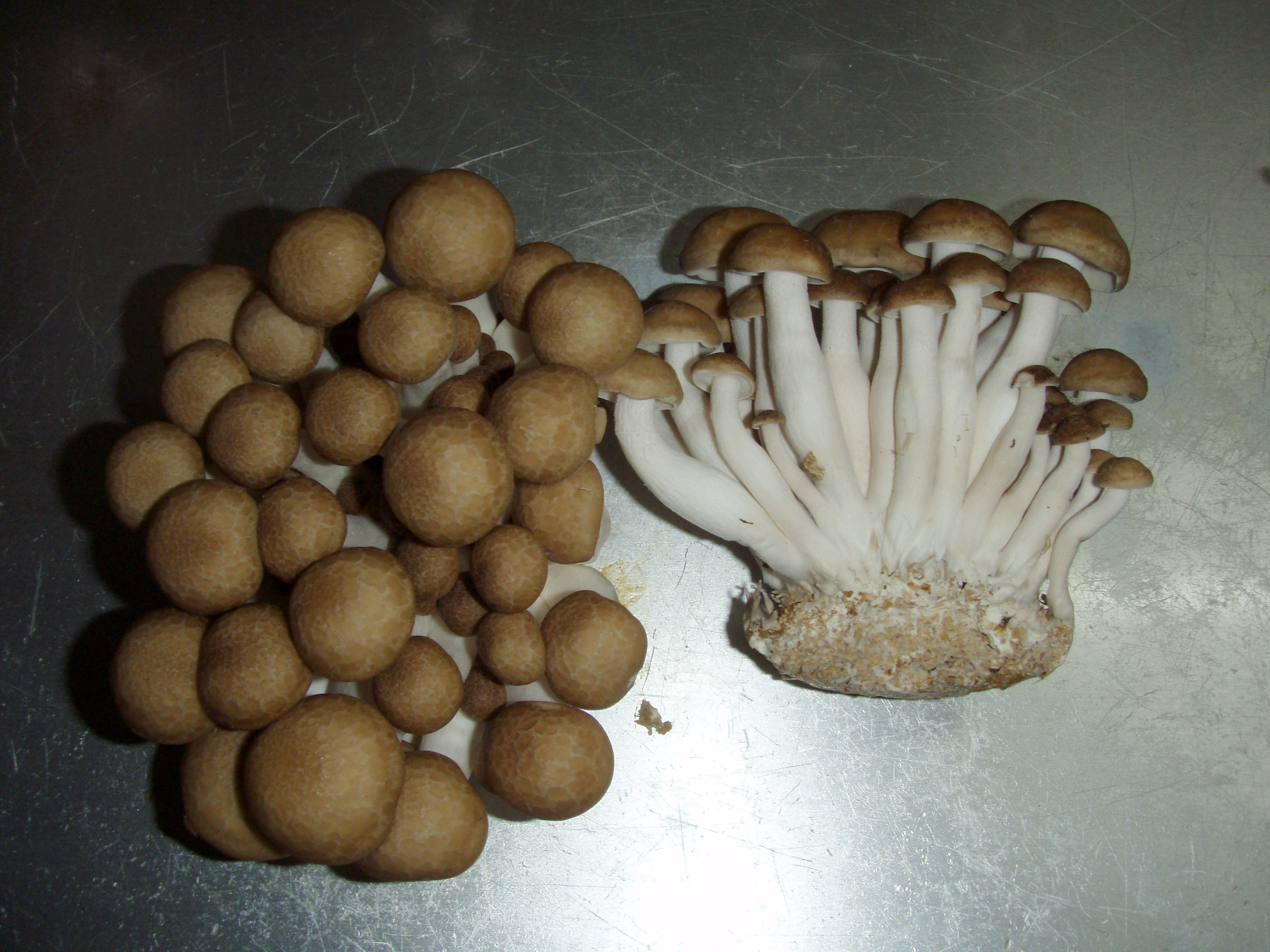
Forme brune cultivée.
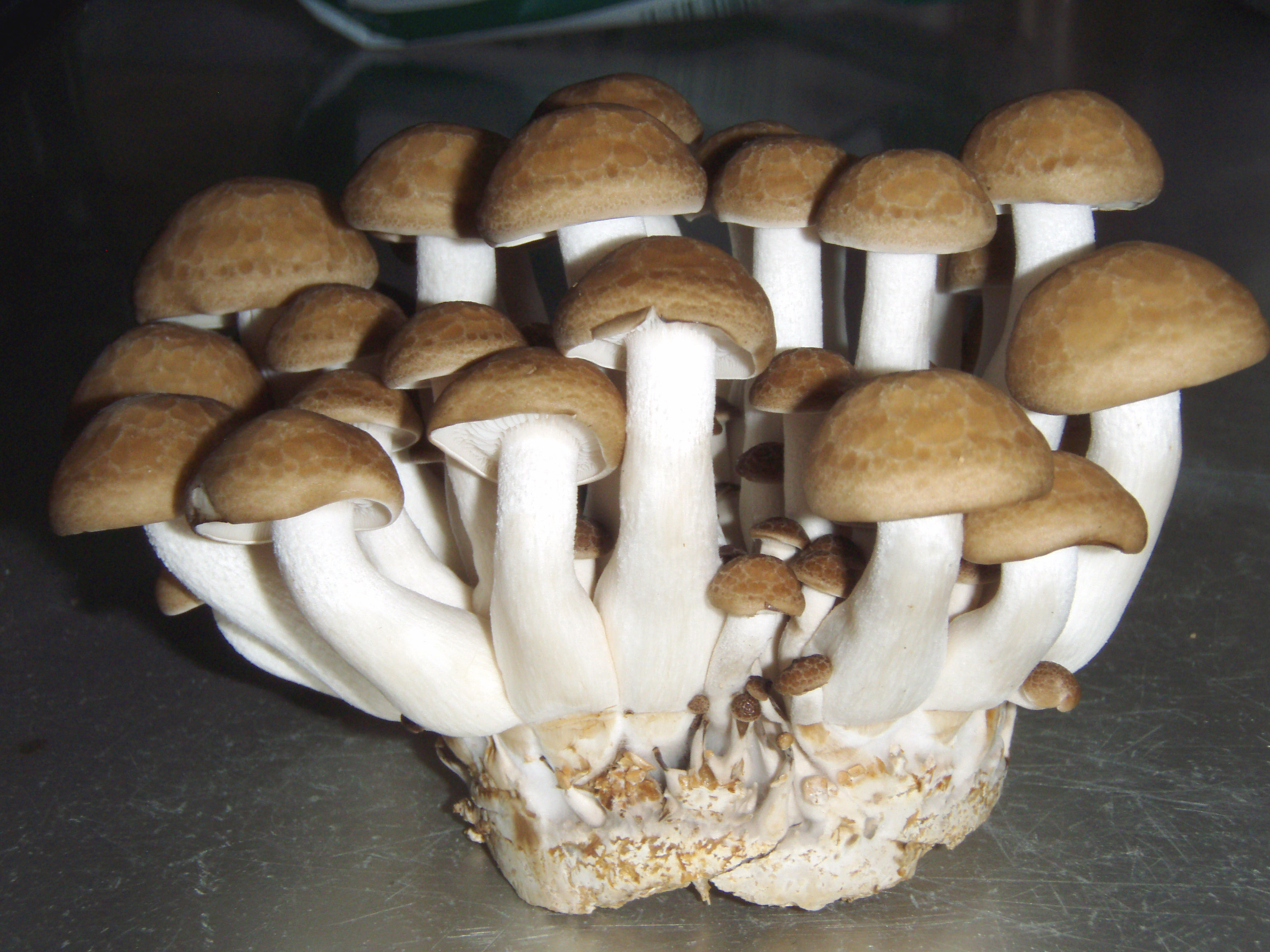
Forme brune cultivée.
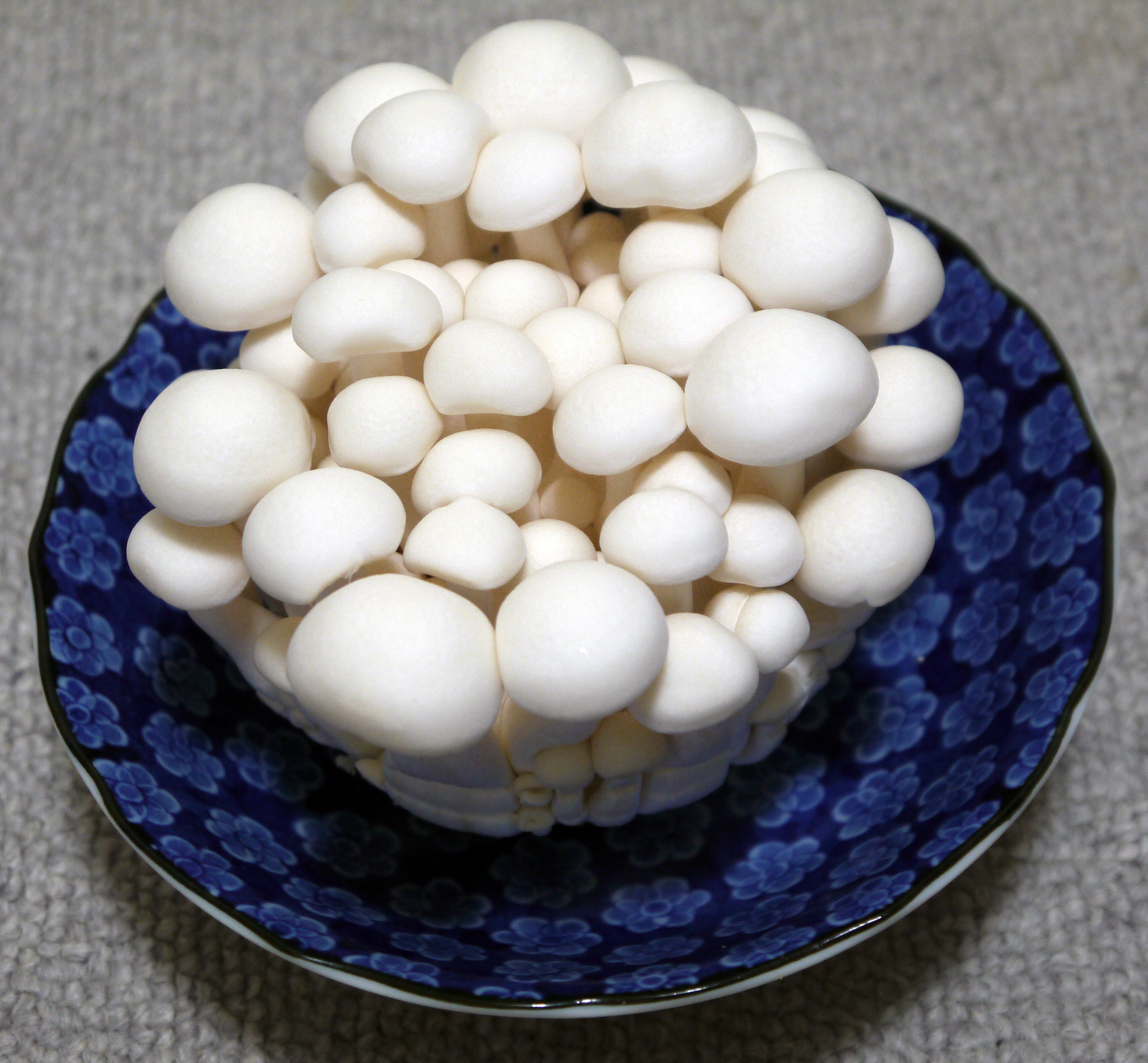
Forme blanche cultivée, Bunapi (Hokto Ltd. develops).

## Espèce similaire
Ce champignon peut être confondu avec Hypsizygus ulmarius, qui pousse sur l’orme.

## Systématique
Le nom correct complet (avec auteur) de ce taxon est Hypsizygus tessulatus (Bull.) Singer, 1947. L'espèce a été initialement classée dans le genre Agaricus sous le basionyme Agaricus tessulatus Bull., 1791.
Un point de vue alternatif radical basé sur le codage à liaisons de l’ADN ITS est que tous les membres du genre Hypsizygus sont de la même espèce,
Hypsizygus tessulatus a pour synonymes :
- Agaricus tessellatus Bull., 1791
- Agaricus tessulatus Bull., 1791
- Dendrosarcus tessulatus (Bull.) Kuntze, 1898
- Pleurocybella tessulata (Bull.) M.M. Moser, 1955
- Pleurotus tessulatus (Bull.) Gillet, 1876

## Utilisation
Les variantes cultivées sont souvent petites et minces en apparence. Elles sont appréciées dans de nombreux pays à travers le monde.
Il est commercialisé en frais dans les grandes surfaces.
Deux variantes commerciales, toutes deux originaires du Japon, sont connues :
- Buna-shimeji (ja:ブナシメジ), type sauvage de couleur brune dénommé en anglais brown beech mushroom, beech mushroom, brown clamshell mushroom ;
- Bunapi-shimeji (ja:ブナピー) est un mutant de couleur blanche obtenu sous l'effet d'UV, connu sous les noms anglais de white beech mushroom et white clamshell mushroom.

Étant dur quand il est cru, le Shimeji doit être cuit, et son goût amer lorsqu’il est cru disparaît complètement à la cuisson. Le champignon cuit a une texture ferme et légèrement croquante et une saveur de noisette. La préparation rend le champignon plus facile à digérer. Il est souvent consommé avec des aliments sautés, notamment du gibier ou des fruits de mer. Il est utilisé dans les soupes, les ragoûts et les sauces. Lorsqu’ils sont préparés seuls, les champignons Shimeji peuvent être sautés entiers, y compris avec la tige dont seule l’extrémité est coupée, à une température plus élevée ; ou, ils peuvent être rôtis lentement à basse température avec une petite quantité de beurre ou d’huile de cuisson. Le shimeji est utilisé dans les soupes, le nabe et le takikomigohan.

## Publication originale
- (en) Rolf Singer, « New genera of fungi. III », Mycologia, États-Unis, vol. 39, no 1,‎ 1947, p. 77-89 (ISSN 0027-5514, e-ISSN 1557-2536, DOI 10.2307/3755289, lire en ligne, consulté le 19 mars 2024).